# Francesco Saverio Pavone
Francesco Saverio Pavone (né le 25 mars 1944 et mort le 16 mars 2020) est un magistrat italien, chef de la Procura di Venezia pendant plusieurs années. 

## Biographie
Né à Tarente le 25 mars 1944, il travaille pendant plusieurs années comme greffier au tribunal, où il avait remporté un concours à la fin des années 1970. En 1980, il prend ses fonctions au palais de justice de Venise, d'abord en tant que juge au tribunal, puis en tant que procureur. Dans la ville lagunaire, il mène des enquêtes sur le crime organisé et les enlèvements. En 1988, le pool de Pavone (groupe de magistrats dans la même affaire) met en évidence l'organigramme complet de la Mala del Brenta qui faisait des ravages en Vénétie, enquêtes qui ont abouti en 1994 au procès de démantèlement de la Mala del Brenta, avec en aboutissement le criminel Felice Maniero condamné à 33 ans pour association mafieuse. Francesco Saverio Pavone vit sous escorte de 1989 à 2006, après avoir reçu des menaces de la part de la mafia sicilienne et de membres de la Mala del Brenta. En 2016, il prend sa retraite en tant que procureur en chef de Belluno. 
Le 16 mars 2020, Pavone meurt dans l'unité de soins intensifs de l'hôpital Mestre Angelo à l'âge de 75 ans, après avoir été testé positif au COVID-19, ce qui lui a causé de graves problèmes pulmonaires.